# Giulio Masseroni

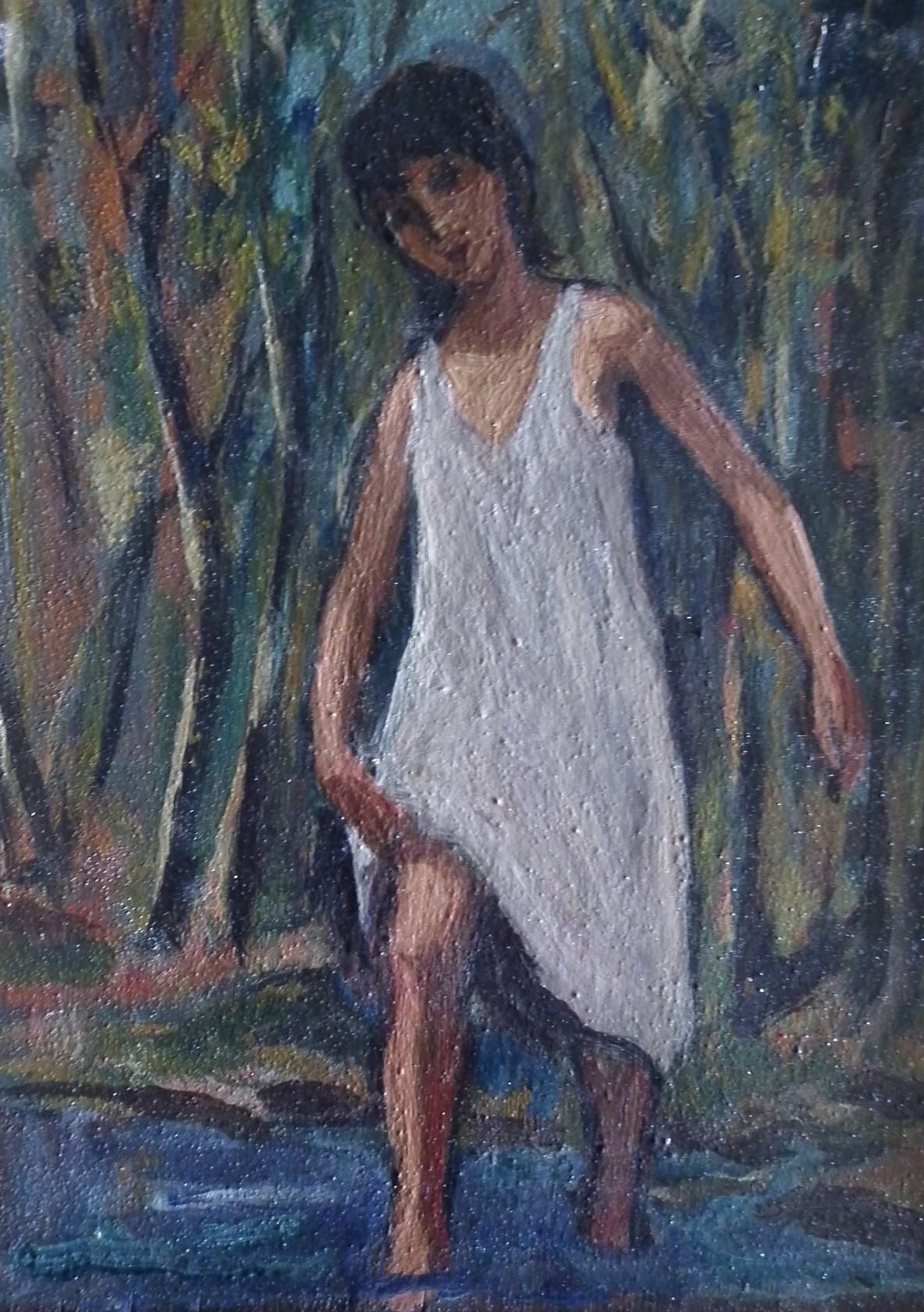
Olio su tela, 1945, Collezione privata

Giulio Masseroni (Bergamo, 7 giugno 1900 – Bergamo, 1º giugno 1980) è stato un pittore italiano.

## Biografia
Dopo aver frequentato nella città natale il ginnasio e l'istituto tecnico, si arruola volontario a 17 anni, combattendo durante la prima guerra mondiale nella battaglia di Caporetto, seguendo nel 1920 le legioni di Gabriele D'Annunzio nell'impresa di Fiume. Incoraggiato dal padre, intraprende lo studio del disegno frequentando lo studio di Giuseppe Siccardi. Nel 1925 allestisce la sua prima personale a Bergamo, esponendo all'Accademia Carrara e poi in varie mostre provinciali e regionali. Partecipa nel 1932 alla Biennale di Venezia (premio La Colomba) e poi con mostre personali o collettive in quasi tutte le città italiane, nonché in Svizzera e in Germania.
Membro della Società di Cultura e per dieci anni fiduciario del Sindacato delle Belle Arti della città, sarà segretario e fra i principali organizzatori del Premio Bergamo. Amico di Ottone Rosai, con il quale dipinge in varie osterie, conosce Filippo Tommaso Marinetti, Felice Casorati, Ardengo Soffici, Renato Guttuso e altri celebri artisti del tempo.

### Stile
Varie fasi caratterizzarono la sua ricerca: dagli influssi giovanili che risentono della pittura trecentesca, fino alla pittura metafisica, simbolica e infine in una ricerca "novecentista" — considerata da Pietro Mosca "veramente notevole" — ricca di espressivo intimismo, testimoniato soprattutto dalla pregevole ritrattistica della società agiata bergamasca degli anni cinquanta-settanta. 

## Critica
Su di lui Amanzio Possenti ha scritto: 
Masseroni fu artista di invenzione, che assegnò ad essa il ruolo predominante di una fantasia capace di conquistare le vette della libertà espressiva e di dare — dell'immagine — non l'involucro narrativo, ma piuttosto la liberante essenza interiore.
Sergio Tiraboschi afferma: 
In Masseroni trasparivano serenità del microcosmo familiare, convulsione e contraddizione al di fuori. Da cui forse la malinconia della sua pittura, una malinconia dolce, che traspare dai visi delle sue "madri" e delle sue "madonne", che si concretizza nell'impasto e nell'accostamento dei colori che non sono mai violenti, che non presentano mai bruschi contrasti.